# Gursahibjit Singh
Pour les articles homonymes, voir Singh.
Gursahibjit Singh est un joueur de hockey sur gazon indien évoluant au poste d'attaquant au CAGI et avec l'équipe nationale indienne.

## Biographie
Gursahibjit est né le 5 février 1999 dans l'état du Pendjab.

## Carrière
Il a été appelé en 2019 pour concourir aux Sultan Azlan Shah Cup 2019 à Ipoh.

## Palmarès
- : 3e au Champions Trophy d'Asie en 2021
- : 3e à la Ligue professionnelle 2021-2022